# Convertigo
Convertigo为独立软件供应商（ISV），主营业务分布在欧洲和美国，总部设在法国奥赛（Orsay），并在美国旧金山设办事处。公司现有员工25人。 
Convertigo致立于开发开放源代码软件（OSS），提供移动企业应用程序平台（MEAP）、企业混搭应用（mashup） 和网页抓取技术。Convertigo现有客户包括：家乐福（Carrefour），DARTY，法国巴黎银行（BNP Paribas），法国兴业银行（Société Générale），地中海会旅行社股份有限公司（Club Méditerranée）和花旗美邦（Morgan Stanley Smith Barney）。

## 历史
Convertigo的前身Twinsoft创建于1994年，主要开发终端模拟软件。继开发模拟Minitel软件和Twintalk取得成功后，Twinsoft将更多的力量投入到了研发部门。这使得Twinsoft后续开发的软件Carioca在推出后的数年为终端服务器Minitel提供了强大的支持。
2009年，Auriga Partners公司向Convertigo投资450万美元用于打造Convertigo mashup平台 。
2010年，Convertigo开发出首个运用Cloud云端技术的企业mashup平台（Enterprise Mashup platform），被“世界报”刊载。  
2011年，Convertigo决定采用开放源代码策略，将Convertigo社区版公布在Source forge上 ，由此对一些开放源代码项目如基于外平台 的GateIn 和Red Hat做出了贡献。
2012年，基于移动项目相关技术的显著成长，Convertigo决定加强Convertigo混搭平台（Convertigo Mashup platform）的建设，并开发第一个利用服务器端混搭技术进行后端整合的开放源代码移动企业应用平台。

## 产品
作为行业内最全面的mashup混搭平台之一，Convertigo向开发者提供了大量工具用以利用现有的重复的IT资源创造新的复合应用程序，并最终运用在门户网站或移动设备上。convertigo功能强大的连接器，如Web的HTML连接器和Legacy Mainframe连接器的支持下，即便开发者不提供APIs也能方便的集成应用程序。 

### Convertigo Studio
Convertigo Studio可供开发者从已有的数据和应用程序中创建新的复合应用程序和企业mashups。 重写数据需要一定的时间，而重复利用开发者已有的数据和应用程序，即可以节约时间又可以节省金钱。同时，这种非侵入性的处理方式，也意味着Convertigo不会修改目标客户的数据源或应用程序。 

### Convertigo Server
Convertigo服务器执行Convertigo工作室开发的复合应用程序。 该服务器可以读取数据源和业务应用，包括HTML的Web应用程序和Mainframe应用程序。 

### Convertigo Cloud
Convertigo Cloud可以提供目标客户所需的所有服务使其在安全和监控云端技术“平台即服务”（PaaS）上开发复合应用程序和mashups。Convertigo也可以运行在IBM SmartCloud Enterprise和微软的Azure 上。 

### Convertigo Mobilizer
Convertigo Mobilizer是一个移动企业应用平台（MEAP），它允许开发者不需重写就能实现业务应用程序移动化。该解决方案使开发者通过与战略后端应用程序连接的方式在iPhone，iPad，Android，Blackberry或其他移动设备上创建实用的应用程序。  ConvertigoMobilizer可以与业务应用程序进行连接，交互，即使开发者不提供API。

### Community 社区
Convertigo遵照Affero GNU 通用公共许可证条款，发布了其核心模块的代码。

## 合作伙伴
- i-Cubed
- Red Hat
- exo platform
- Sogeti

## 竞争对手
- 移动企业应用程序平台：Sybase Unwired Platform, Rhomobile, IBM Worklight

## 许可证
Convertigo社区版本和企业牌照遵照料Affero通用公共许可证条款发布Convertigo企业版本和Convertigo云版本。 